# Posada a punt

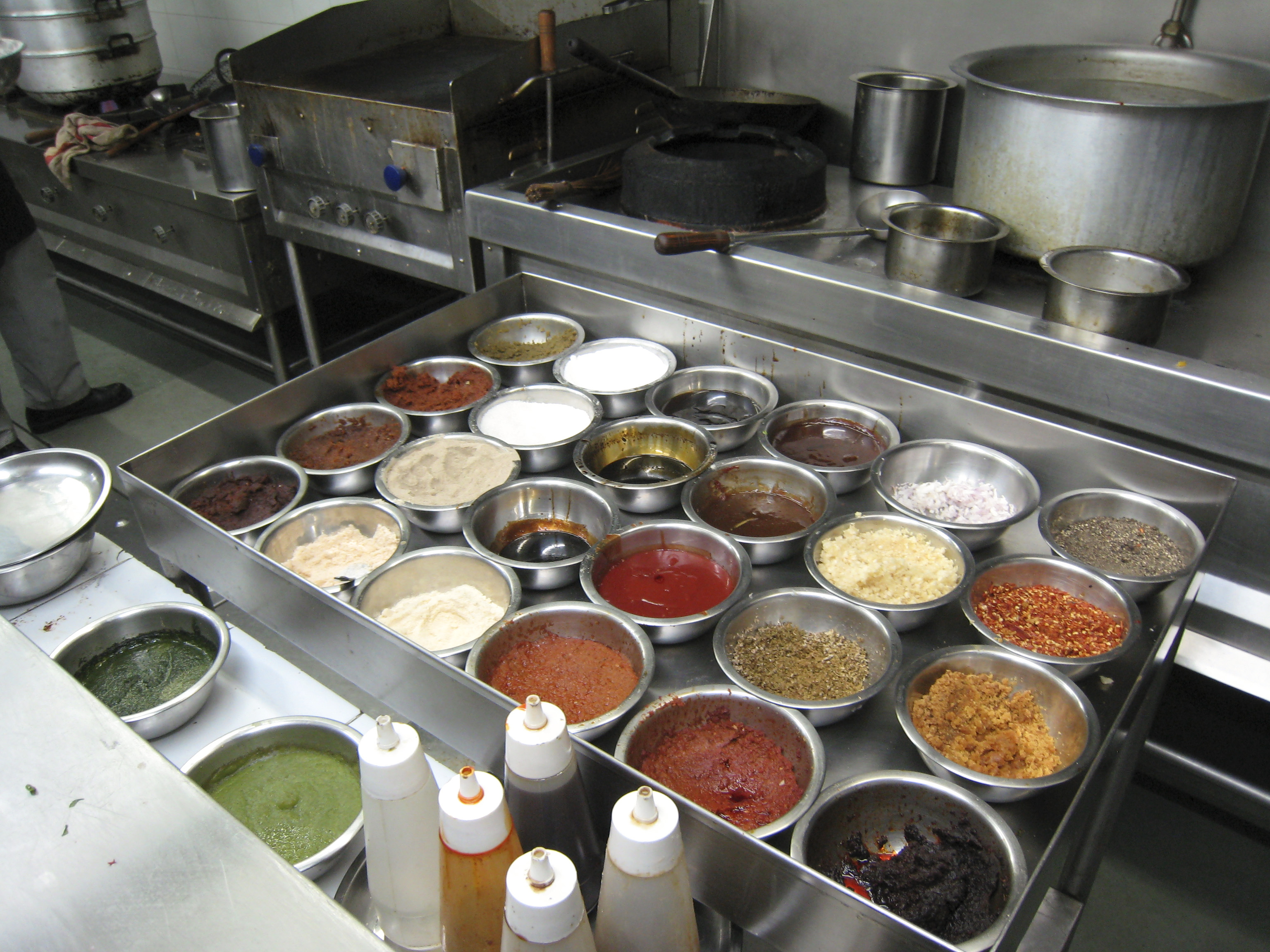
Mise en place en una cuina professional

La posada a punt o, en francès, mise en place (pronunciació francesa: [mi zɑ̃ ˈplas]) és, en l'art culinari, la preparació necessària abans de cuinar, i s'utilitza sovint en les cuines professionals per a referir-se a l'organització i la disposició dels ingredients (talls de carn, condiments, salses, espècies, verdures acabades de tallar...), així com els estris de cuina necessaris, que un cuiner requerirà per a elaborar els plats de la carta que es preveu que es preparin durant una servei o jornada de treball. La pràctica es pot aplicar també a les cuines domèstiques.

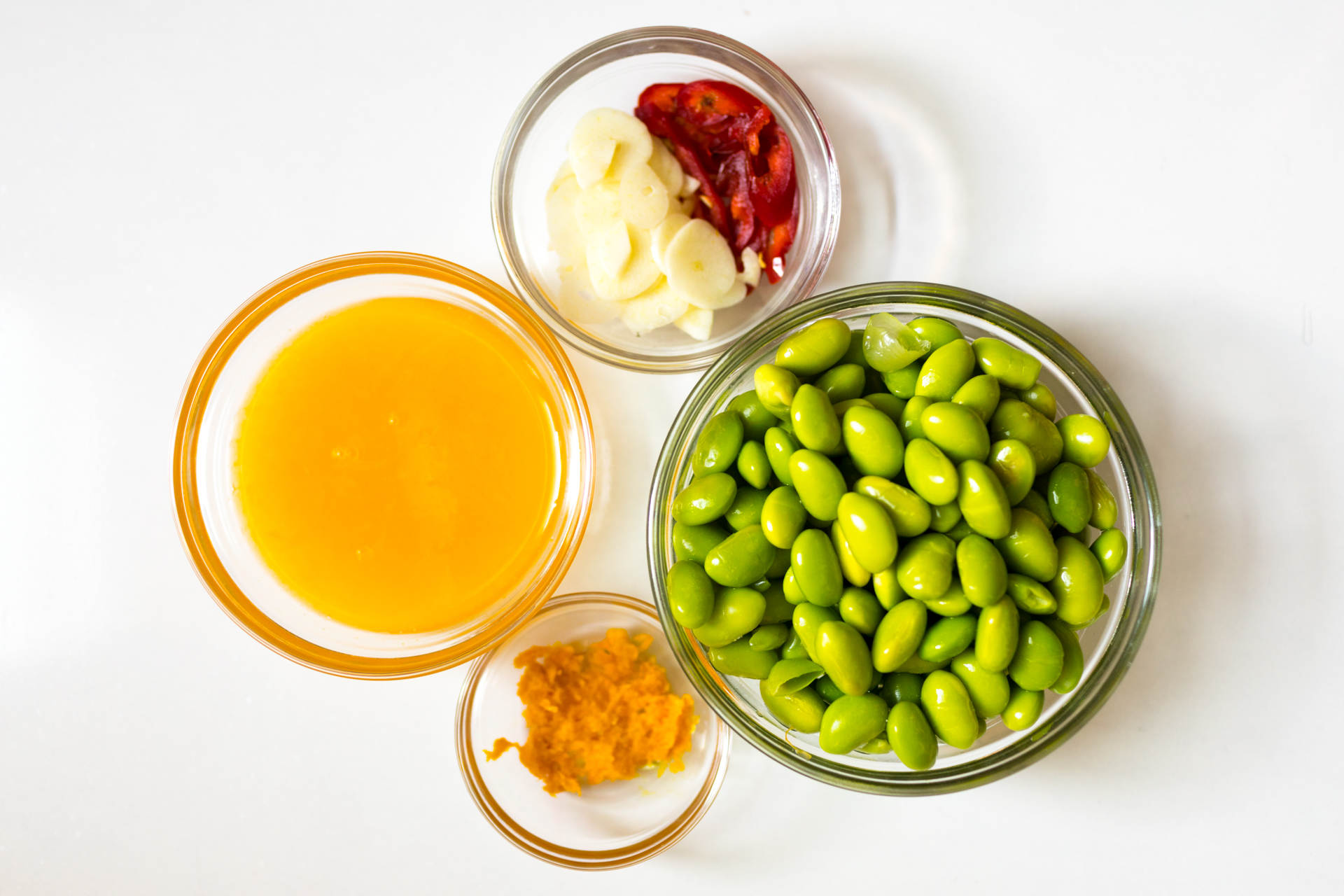
Mise en place en bols petits per a sofregir